# Thông lộ

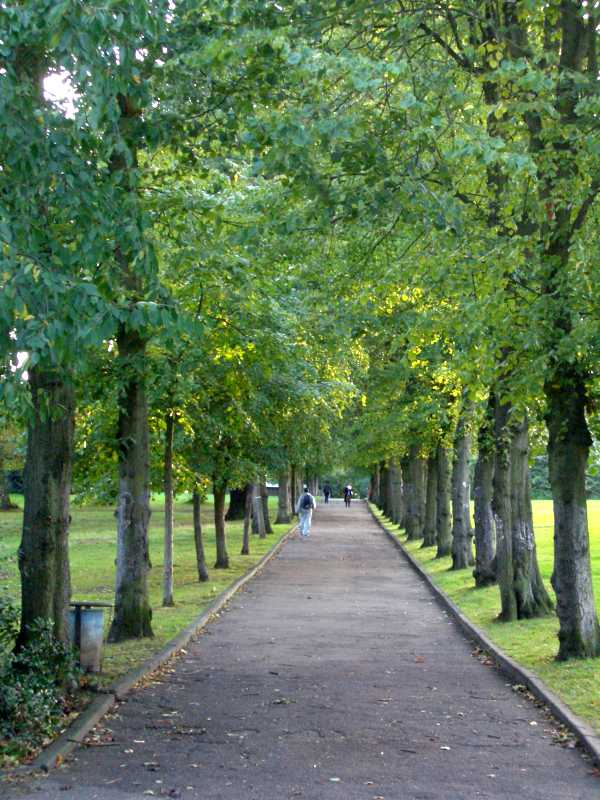
Một đoạn thông lộ ở công viên Alexandra với hai hàng cây ven đường

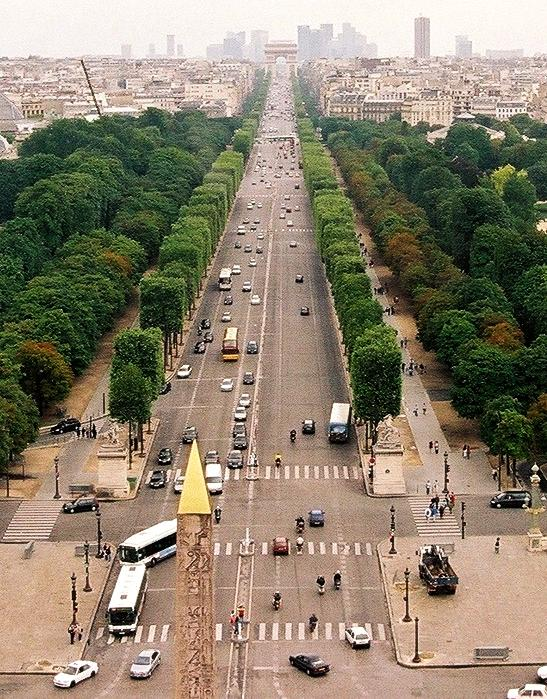
Avenue des Champs-Élysées, thông lộ nổi tiếng của thủ đô Paris với hai hàng cây đều đặn hai bên, thường được gọi là đại lộ

Thông lộ là con đường lớn trong thành thị, thường có hai làn xe mỗi chiều dùng để vận chuyển số lượng lớn xe cộ lưu thông.

## Từ nguyên
Danh từ này tiếng Pháp gọi là avenue vốn từ nguyên có gốc từ tiếng Latinh venire, có nghĩa là "tới nơi" vì những con lộ này được dùng để đưa khách tới một địa điểm quan trọng. Nguyên thủy thì những con đường này là lối đi kẻ thẳng hàng trong công viên, hai bên trồng đều một loại cây lấy bóng râm. Khách tản bộ đi đến cuối con đường đó thì sẽ có bồn phun nước, băng ghế đá ngồi nghỉ chân hay đình tạ trú mưa, nắng.

## Lịch sử
Khi những đô thị cổ ở Âu châu như Paris được tái quy hoạch vào thế kỷ 19 phải phá các tường lũy bao bọc thì nhà chức trách cho đắp những con đường thật rộng vào khoảng đất trống đó rồi trồng đều một loài cây hai bên vệ đường. Danh từ avenue từ đó được chuyển sang dùng để chỉ những con đường lớn này như Avenue des Champs-Élysées.
Tiếng Pháp lúc bấy giờ phân biệt boulevard (tiếng Việt thường dịch là đại lộ) vốn đắp con lươn ngăn hai chiều lưu thông đi và về; và avenue tuy cũng là con đường rộng lớn nhưng không có con lươn ở giữa. Tiếng Nhật dùng "tịnh mộc đạo" (kanji: 並木道) để chỉ avenue đúng theo sát nghĩa nguyên thủy là "lối đi trồng hàng cây đều".